# Hołynka (gmina w powiecie grodzieńskim)
Hołynka – dawna gmina wiejska istniejąca do 1939 roku w woj. białostockim (obecnie na pograniczu Polski i Białorusi). Siedzibą gminy była Hołynka.
W okresie międzywojennym gmina Hołynka należała do powiatu grodzieńskiego w woj. białostockim. Według spisu powszechnego z 1921 roku, gminę zamieszkiwało 3758 osób, w tym 2593 (69%) Białorusinów, 1102 (29%) Polaków, 60 (2%) Żydów, 2 Rosjan i 1 Rusin.
16 października 1933 gminę Hołynka podzielono na 30 gromad: Bursowszczyzna, Chomontowce, Ciumicze, Dublany, Gobiaty, Grzybowce, Hołynka, Hołynka kol., Jodzicze, Klukowce, Kruszyniany, Kule, Łosiniany, Łużany, Mińczuki, Mostowlany, Mostowlany os., Narejki, Nieporożniowice, Ozierany Małe, Ozierany Wielkie, Popławce, Rudaki, Rudawa, Rudowlany, Skroblaki, Świsłoczany, Zielona, Zubki i Zubry.
Po wojnie obszar gminy Hołynka został przedzielony granicą państwową. Zachodnia część (19 gromad) pozostała przy Polsce, której obszar włączono:
- do gminy Gródek w powiecie białostockim – gromady: Dublany, Gobiaty, Grzybowce, Mostowlany, Mostowlany-Kolonia, Narejki, Skroblaki, Świsłoczany, Zielona, Zubki i Zubry;
- do gminy Krynki, którą włączono do powiatu sokólskiego (przed wojną znajdowała się w powiecie grodzieńskim) – gromady: Chomontowce, Ciumicze, Kruszyniany, Łosiniany, Łużany, Ozierany Małe, Ozierany Wielkie i Rudaki.

Pozostałe 11 gromad ze wschodniej części gminy Hołynka weszło w struktury administracyjne Białoruskiej Republiki Radzieckiej w ZSRR: Bursowszczyzna, Hołynka, Hołynka-Kolonia, Jodzicze, Klukowce, Kule, Mińczuki, Nieporożniowce, Popławce, Rudawa i Rudowlany.
Uwaga: Nie mylić z gminą Hołynka w powiecie augustowskim w tymże województwie, która leżała dużo bliżej Grodna, niż gmina Hołynka w powiecie grodzieńskim (na samym jego południu). Obie gminy zostały po wojnie przedzielone granicą państwową.